# ピッカリスタジアム
ピッカリスタジアム（Piccari Stadium）、またはピッカリ球場（ピッカリきゅうじょう）は、バンダイナムコゲームス（旧ナムコ）の野球ゲーム『ファミスタシリーズ』に登場する架空の野球場である。「ぴっかり球場」と表記される場合もある。

## 概要
1986年発売の第1作『プロ野球ファミリースタジアム』と翌1987年発売の『プロ野球ファミリースタジアム'87年度版』では唯一の野球場であった。その後はしばらく登場しなかったが、1999年発売の『ワールドスタジアム3』より隠し球場として登場するようになったり、2002年配信開始の携帯電話アプリ版や2006年 - 2007年発売の『プロ野球 熱スタシリーズ』（以下、熱スタ）収録の「ファミスタモード」やニンテンドーDS版で再登場している。
『熱スタ』の「ファミスタモード」では、ナムコスターズのホームグラウンドとして、「ぴっかりすたじあむ」の名前で登場した（所在地は東京）。『プロ野球 ファミスタDS2009』では、「ピッカリスタジアム」、『プロ野球 ファミスタDS2010』では、「ぴっかりスタジアム」の名前で登場した。

## 球場データ
球場の広さなどのデータは作品によって異なる。

### 所在地
- 東京都大田区矢口1-2-21

初代ファミスタの攻略本より。当時のナムコ本社ビル（1985年竣工）と同位置である。

### グラウンド
内外野とも人工芝（マウンド・各塁周辺のみ土）。ホームベース周辺後方には、逆アーチ状に「Piccari」の文字が白く書かれている（初代ファミスタ、熱スタ版ファミスタ）。

### 球場の広さ
初代ファミスタ・'87年度版
- 両翼 - 100m、センター - 120m

初代ファミスタの攻略本より。
- 両翼 - 91m、センター - 119m

上記書籍のデータより改訂。書籍『ファミリースタジアム'88のすべて』『ファミスタ'89完全攻略マニュアル』（いずれも、1989年発行）より、しやちほこ球場を紹介する際、上記数値とともに同サイズであるという旨の記述がみられる。『ファミスタ'90完全攻略マニュアル』（1990年発行）でも、たからづか球場を紹介する際、しやちほこ球場を引き合いに出しつつ同様の記述をしている。
ワールドスタジアム5（2001年）
- 両翼 - 94m、センター - 112m

ファミスタ2006
- 両翼 - 90m、センター - 115m

### 観客収容人数
- 30,000人（1986年）
- 40,000人（1987年）

いずれも、試合終了後の架空新聞「ナムコットスポーツ」記事発表より。

## 備考
初代ファミスタでの球場の絵は、後に開発チーフ・プロデューサーを務める小野泰が描いていた。
初代ファミスタを開発したチームの名前は、「PICCARI PRO」としてクレジットされている。その後も、'87年度版をはじめとしたファミスタシリーズの一部作品で「PICCARI GAMES」（'87年度版。同作以前は『スター・ウォーズ』のエンディングに使用）や先述のチーム名をクレジットしている場合がある。また、初代PCE版ワースタでは、「ピッカリドームのグランドキーパーズ」、'88年度版では、「めんばあず おぶ やぐち ぴつかりいず」のクレジットが見られる。
1988年に北アメリカでアタリゲームズまたはその子会社テンゲンからリリースされた『R.B.I. BASEBALL』（ATARI R.B.I. BASEBALL）でも、名前は不明だが初代のピッカリスタジアムとほぼ同様の球場が登場した。

### ほかに「ピッカリ」を名乗る球場
- ピッカリドーム
- ニュー・ピッカリドーム

1988年発売のPCエンジン版『プロ野球ワールドスタジアム』では、空気圧式ドーム球場「ピッカリドーム」（Piccari Dome）が登場。1991年発売のPCエンジン版『プロ野球ワールドスタジアム'91』では、開閉式となった「ニュー・ピッカリドーム」（New Piccari Dome）が登場した。収容人員は、いずれも50,000人（試合終了後の「ナムコットスポーツ」より）。携帯電話ゲーム版『ファミスタモバイル』のピッカリドームは、1988年の第1作と同様の空気圧式ドーム球場である。
- ニューぴっかりスタジアム

2008年発売のWii版『プロ野球 ファミリースタジアム』では、「ニューぴっかりスタジアム」（New Piccari Stadium）という球場が登場（「全国リーグ」モードでは、関東地方の球場として登場する）。サイズは、両翼89m・センター95m、収容人員は45,600人、グラウンドは「ピッカリスタジアム」と同様人工芝となっている。

## 参考書籍
- プロ野球ファミリースタジアム必勝攻略法

1987年1月18日、双葉社発行。書籍コード：ISBN 4575150657
- ファミリースタジアム'88のすべて

1989年1月20日、JICC出版局発行。書籍コード：ISBN 4880635057
- ファミスタ'89開幕版完全攻略マニュアル

1989年8月、冬樹社発行。書籍コード：ISBN 4809280098
- ファミスタ'90完全攻略マニュアル

1989年12月30日、冬樹社発行。書籍コード：ISBN 4809280144
- ワールドスタジアム3オフィシャルガイドブック

1999年5月14日、ナムコ発行・アスペクト発売。書籍コード：ISBN 9784757204409